# Glockenturm Unterthern

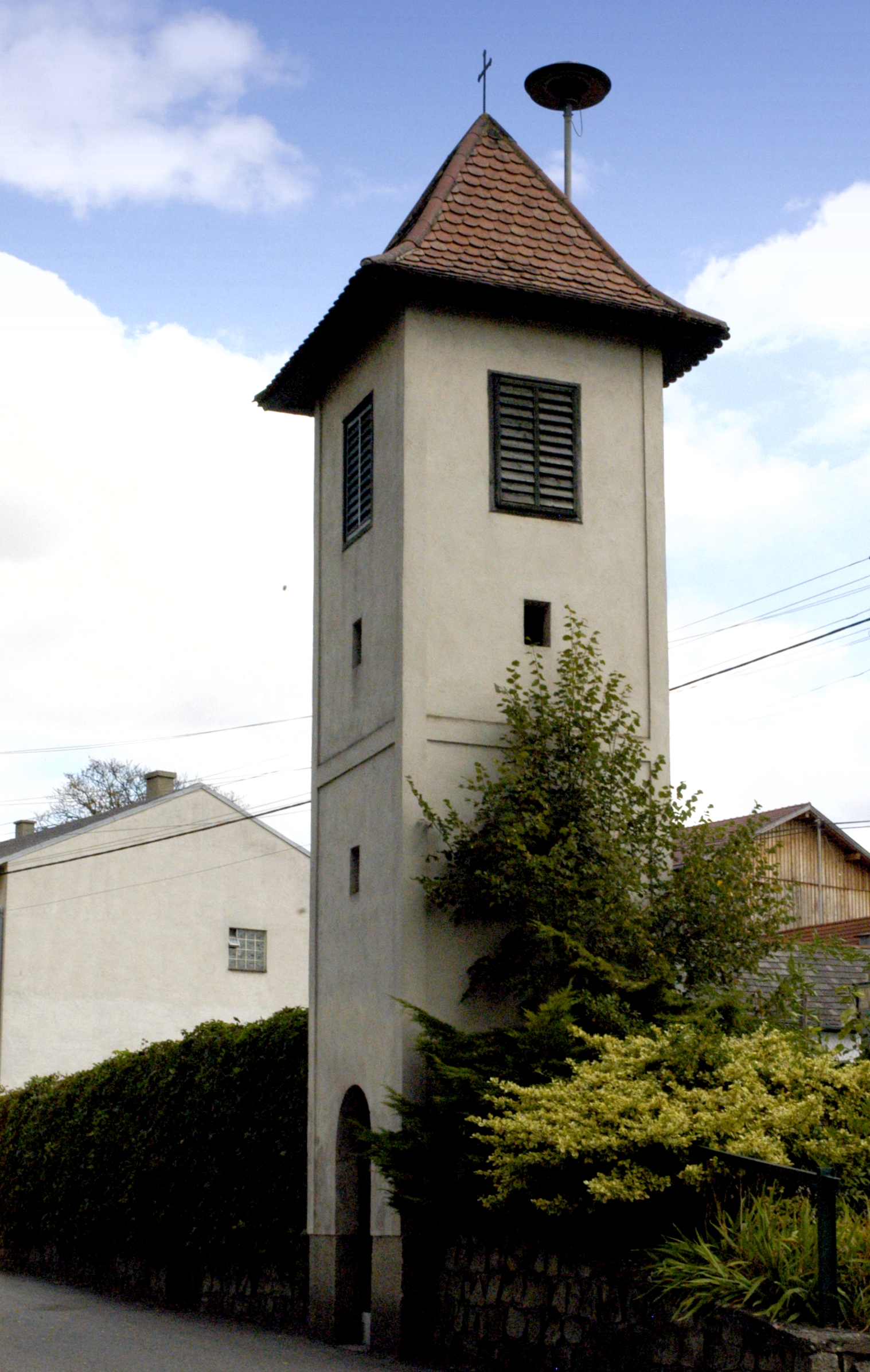
Katholische Kapelle im Glockenturm in Unterthern

Der römisch-katholische Glockenturm Unterthern steht in der Ortschaft Unterthern in der Gemeinde Heldenberg im Bezirk Hollabrunn in Niederösterreich. Die Kapelle gehört zum Dekanat Großweikersdorf im Vikariat Unter dem Manhartsberg der Erzdiözese Wien. Der Glockenturm steht unter Denkmalschutz (Listeneintrag).

## Beschreibung
Der Glockenturm wurde in der zweiten Hälfte des 19. Jahrhunderts erbaut. Der Kapellenraum zeigt Zier in Neorokoko.